# Loïzos Mauroudīs
Loïzos Mauroudīs (in greco: Λοϊζος Μαυρουδής; 31 gennaio 1960) è un ex calciatore cipriota, di ruolo attaccante.

## Carriera
Tra il 1982 e il 1987 ha giocato 24 partite con la nazionale cipriota.